# 長和站
長和站（日语：／ Nagawa eki */?）是北海道旅客鐵道室蘭本線的一個鐵路車站，位於伊達市，車站編號為H39，現時為無人站。過往稱為「長流站」，這是因為附近有一路經的河流長流川，後來該地方被改稱為「長和」，車站名亦跟隨變更。

## 月台配置
設有側式月台及島式月台各1個、共2面3線的佈局。
| 月台 | 路線       | 方向                     | 目的地                         | 備註                     |
| ---- | ---------- | ------------------------ | ------------------------------ | ------------------------ |
| 1    | ■ 室蘭本線 | 上行                     | 豐浦、洞爺、長萬部方向         |                          |
| 2    | ■ 室蘭本線 | （只供貨運列車避線使用） | （只供貨運列車避線使用）       | （只供貨運列車避線使用） |
| 3    | ■ 室蘭本線 | 下行                     | 登別、東室蘭、室蘭、苫小牧方向 |                          |

## 歷史
- 1928年9月10日：隨鐵道省長輪線靜狩站～伊達紋別站間開通而開業，中途站，稱為「長流站」（おさるえき）[1]。
- 1931年4月1日：長輪線編入室蘭本線內。
- 1957年6月：北海道砂鐵鋼業伊達工場開始作業，並增設専用線。
- 1959年10月1日：因應地名更改名稱，隨改稱為「長和站」。
- 1969年7月：原北菱産業伊達工場用地，改由志村化工（現改稱為S·Science（日语：エス・サイエンス））伊達工場進駐[2]，並承繼原來的專用線[3]。
- 1980年5月15日：貨物、手提行李提取服務取消，簡易委託化。
- 1987年4月1日：國鐵分割民營化，車站由JR北海道繼承。
- 1989年：站房改建[4]。
- 時期不詳：無人化[5]。

## 相鄰車站
北海道旅客鐵道（JR北海道）
■ 室蘭本線
■特急「北斗」
通過
■普通
有珠（H40） － 長和（H39） - 伊達紋別（H38）

## 外部連結
- JR北海道長和站網頁。 （页面存档备份，存于）（日語）